# Jabal Yibir
Jabal Yibir (en árabe: جَبَل يِبِر‎), también conocido como Jabal Mebrah o Jabal Al-Mebrah (en árabe: جَبَل ٱلْمبْرَح‎, romanizado: Jabal Mibraḥ), es una montaña situada en la zona occidental de las Montañas Al Hayar, al noreste de Emiratos Árabes Unidos, entre los emiratos de Fuyaira y Ras al Jaima.
Su cima está situada en el emirato de Fuyaira, y tiene una elevación de 1.527 m s. n. m., una prominencia de 216 m, y un aislamiento topográfico de 4,93 km.
Es la montaña más alta en el Emirato de Fuyaira.
Forma parte de un macizo elevado más extenso, rodeado por abruptas vertientes y otras cumbres menores que superan los 1.400 m s. n. m. de altitud, delimitando la divisoria de aguas entre las cuencas hidrográficas del Wadi Tawiyean y del Wadi Naqab.

## Accesos
En la cima del Jabal Yibir está ubicada una instalación militar, radares y antenas de comunicaciones, y no es accesible al público. 

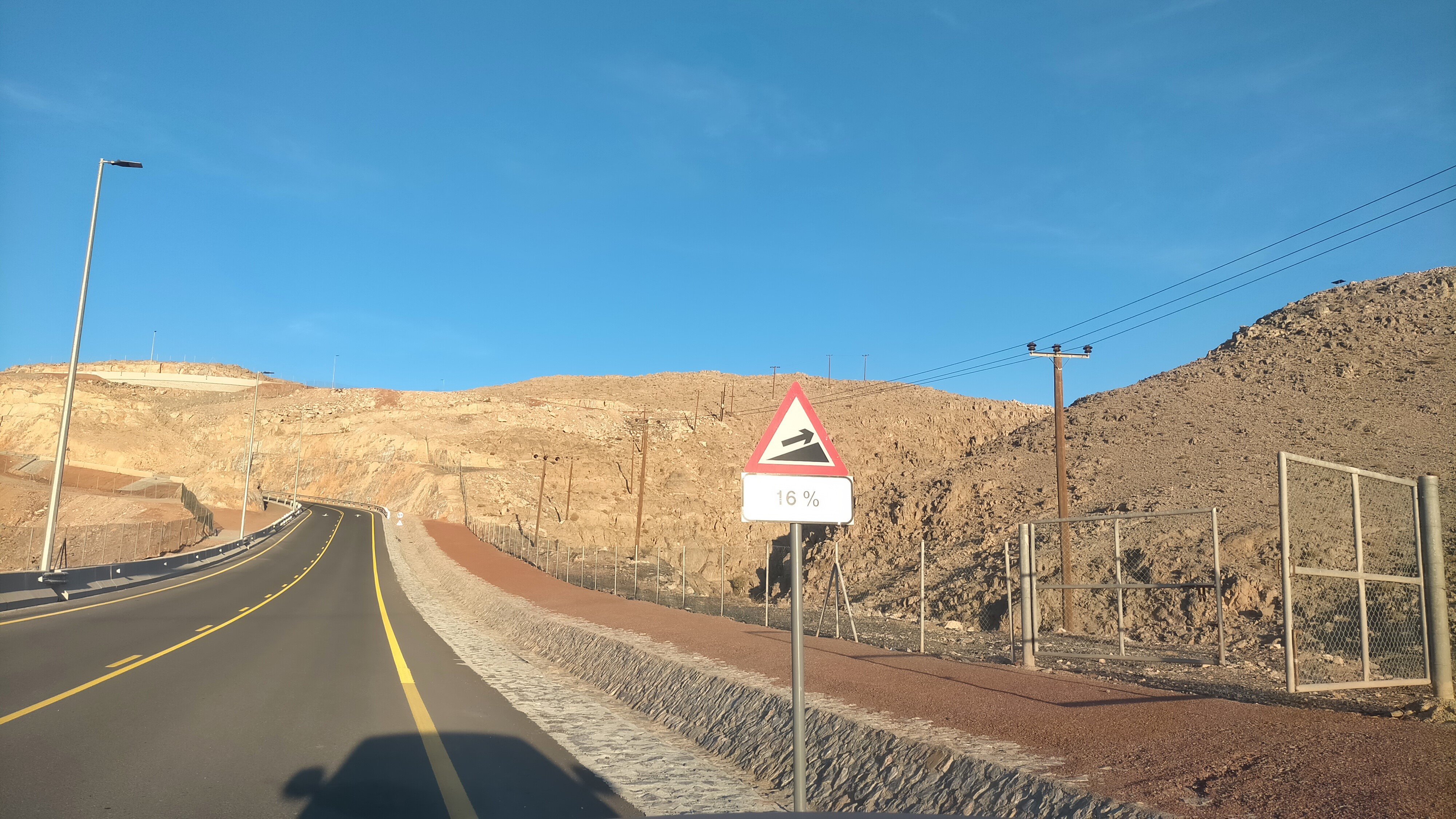
Moderna carretera de acceso al Jabal Yibir, pavimentada y segura, pero con tramos de pendiente del 16%

Después de varios años de trabajos, en 2024 concluyó la construcción de una sinuosa carretera asfaltada, desde Al Tuwiyain(en árabe: الطويين‎), con tramos de pendiente del 16 %, pero con un trazado moderno, buen firme y seguro. 
A la altitud de 1.227 metros (2,6 kilómetros antes de la cima) existe un puesto de control de policía, que previa identificación suele permitir el acceso hasta la altura de 1.360 metros, un kilómetro antes de las instalaciones militares.

## Toponimia
Nombres alternativos: Jabal Yibir, Jabal Al-Mebrah, Jabal Mibraḥ, Jabal Al-Mebraḥ, Jabal Mibrah, Jabal al Mebrah, Jabal al Mibrah, Jabal Mebrah, Jebel Al Mebrah

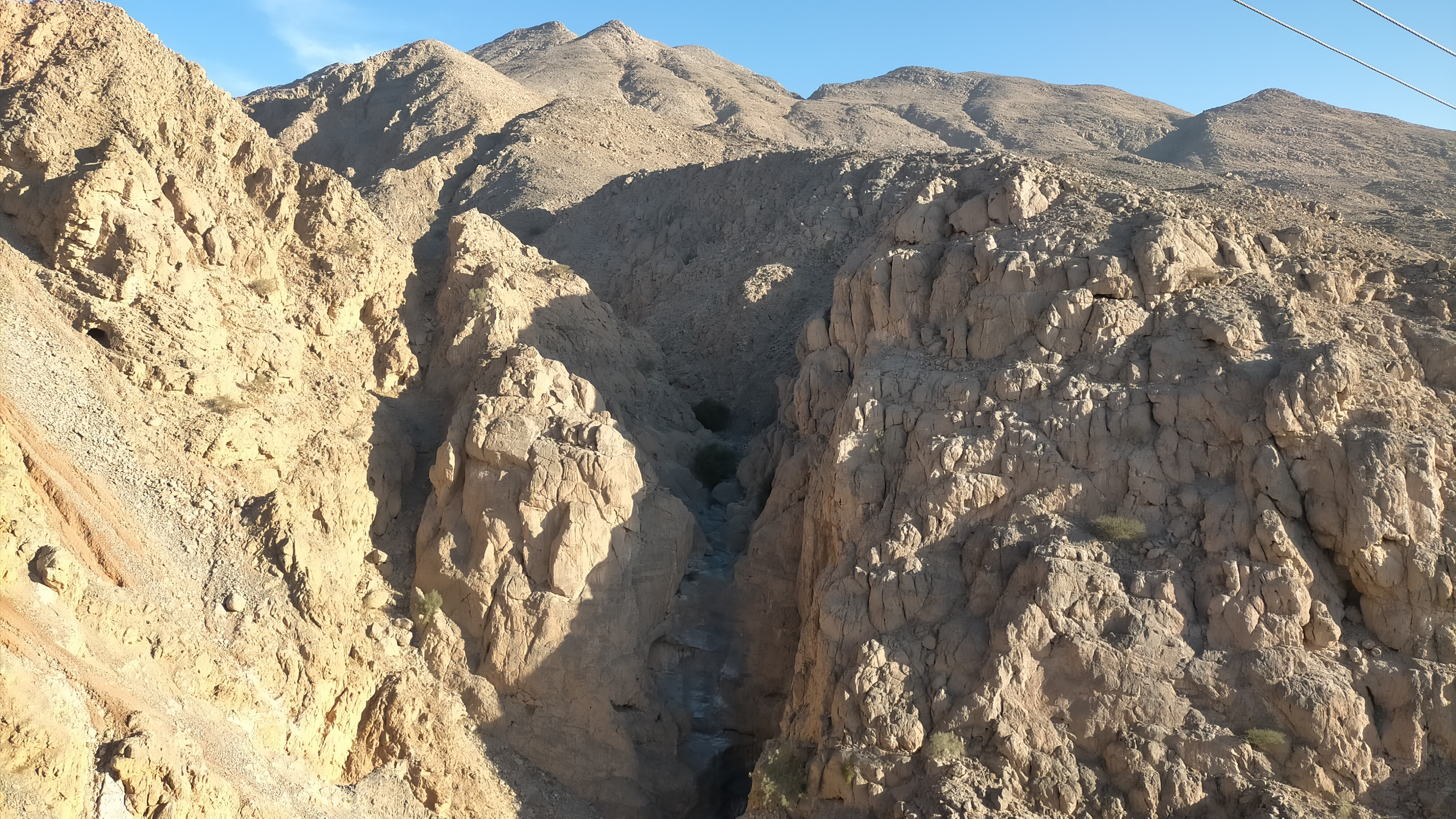
Profunda garganta y cascada seca, cerca de la aldea de Deira Al-Tamba, en la vertiente sur del Jabal Yibir

El nombre del Jabal Yibir aparece registrado en los documentos y mapas elaborados entre 1950 y 1960 por el arabista británico, cartógrafo, militar y diplomático Julian F. Walker, con motivo de los trabajos realizados para el establecimiento de las fronteras entre los entonces denominados Estados de la Tregua, completados más tarde, por el Ministerio de Defensa del Reino Unido, con mapas a escala 1:100 000 publicados en 1971, y en otros mapas y documentos anteriores custodiados en los Archivos Nacionales del Reino Unido.
En el Atlas Nacional de Emiratos Árabes Unidos consta referenciado con la grafía Jabal Mibraḥ.

## Población
El área geográfica del Jabal Yibir estuvo poblada históricamente por la tribu sharqiyin o sharquiyín (en árabe: الشرقيون‎), principalmente por las secciones tribales Hafaitat / Ḩufaitāt y Yammahi / Yamāmaḩah.